# Rudolf Buchheim
Rudolf Buchheim (Bautzen, 1º marzo 1820 – Gießen, 25 dicembre 1879) è stato un farmacologo tedesco.

## Biografia
Nel 1845 conseguì il dottorato presso l'Università di Lipsia e poco dopo diventò professore associato di farmacologia, dietologia, storia della medicina e letteratura medica presso l'Università di Dorpat. Nel 1849 fu scelto come professore ordinario di farmacologia. Durante la sua permanenza a Dorpat, creò il primo istituto di farmacologia. Nel 1867 divenne professore di farmacologia e tossicologia presso l'Università di Giessen.
Buchheim fu ricordato per il suo lavoro pionieristico in farmacologia sperimentale. Fu determinante nel trasformare la farmacologia da uno studio empirico della medicina in una scienza esatta. Introdusse il biotest sulla farmacologia e creò una metodologia per determinare gli aspetti quantitativi e medici delle sostanze chimiche.
Mentre studiò a Lipsia, Buchheim tradusse il manuale di farmacologia di Jonathan Pereira (1804-1853) dall'inglese al tedesco. Curò il libro, eliminando informazioni obsolete e inefficaci, aggiungendo informazioni aggiornate. Fu anche l'autore di un libro di testo di farmacologia intitolato Lehrbuch der Arzneimittellehre (3ª edizione, 1878).
Uno dei suoi ben noti studiosi fu il chimico Oswald Schmiedeberg (1838-1921), che divenne il "fondatore della farmacologia moderna".